# Federico Ribas Montenegro
Federico Ribas Montenegro (Vigo, Galícia, 26 d'octubre de 1890 - Madrid, Castella, 11 de setembre de 1952) fou un dibuixant, il·lustrador, publicista i pintor gallec. Entre el 1924 i el 1934 va col·laborar amb la revista Blanco y Negro.